# Windows Mobile
Windows Mobile (для версій 6.x також відома як Windows Phone) — операційна система для мобільних пристроїв з основним набором програм, таких як Windows Marketplace for Mobile, My Phone, Windows Live, заснованих на Microsoft Win32 API. Windows Phone може працювати на ряді пристроїв, включаючи Pocket PC, смартфони, комунікатори.
Початкова Pocket PC 2000 більше призначалася для управління стилусом, який використовується для введення команд, торкнувшись екрану. Windows Mobile була оновлена кілька разів. Поточна версія називається Windows Mobile 6.5. Вона заснована на Windows CE 5.2, має основний набір програм, розроблених з використанням Microsoft Windows API. Вона дещо аналогічна для настільних версій Windows, функціонально і естетично. Доступні інструменти розробки стороннього програмного забезпечення для Windows Mobile. Стороннє програмне забезпечення також можна було придбати через Windows Marketplace for Mobile. У лютому 2010 року для ринків, що розвиваються, запропоновано спрощену версію Windows Mobile 6.5 під назвою Windows Phone 6 Starter Edition SKU. Також було заявлено про намір після випуску Windows Mobile 6.5.3 повністю перейменувати Windows Mobile на Windows Phone Classic.
Наступником класичної лінійки Windows Mobile для широкого загалу оголошено версію Windows Phone 7, яку було представлено під час заходу Mobile World Congress в Барселоні 15 лютого 2010 року. Для корпоративних користувачів наступниками класичної лінійки Windows Mobile оголошено Windows Embedded Compact (колишня Windows Embedded CE) та Windows Embedded Handheld.
Частка Windows Phone ринку смартфонів знижується. Зменшення 20 % в 3 кварталі 2009. У Сполучених Штатах, це 3-тя найпопулярніша операційна система для бізнес-користувачів (після BlackBerry OS і iPhone OS), з 24 % акцій серед корпоративних користувачів. У загальних продажів, це 4-а найпопулярніша операційна система, 7,9 % частки світового ринку смартфонів.

## Загальні можливості Windows Mobile
У більшості версій Windows Mobile для Pocket РС є такі функції:
- Екран «Сьогодні» (Today) — показує поточну дату, інформацію про користувача, майбутні зустрічі і завдання. Він також включає панель повідомлень, з іконкою стану Bluetooth і кнопкою New. Програми можуть додавати свої іконки стану на екран «Сьогодні».
- Панель завдань — показує поточний час, гучність і стан з'єднання. Якщо відкрита програма або вікно повідомлення, місце праворуч від годинника займає кнопка ОК або іконка закриття програми. Головна функція панелі завдань — кнопка Пуск, подібна до кнопки Пуск з настільної версії Windows.
- Кишенькові версії офісного пакету Microsoft Office — Pocket Word і Pocket Excel. Від Windows Mobile 5.0 також доступний Pocket PowerPoint.
- Outlook представлений у вигляді завдань, календаря, контактів і вхідних.
- Windows Media Player для Windows Mobile.

## Апаратні платформи
Windows Mobile робить на багатьох платформах, включаючи Pocket PC, смартфони, портативні медіа-центри, і в автомобілях. Самі ці апаратні платформи не завжди беруть початок від Windows Mobile.

### Pocket PC

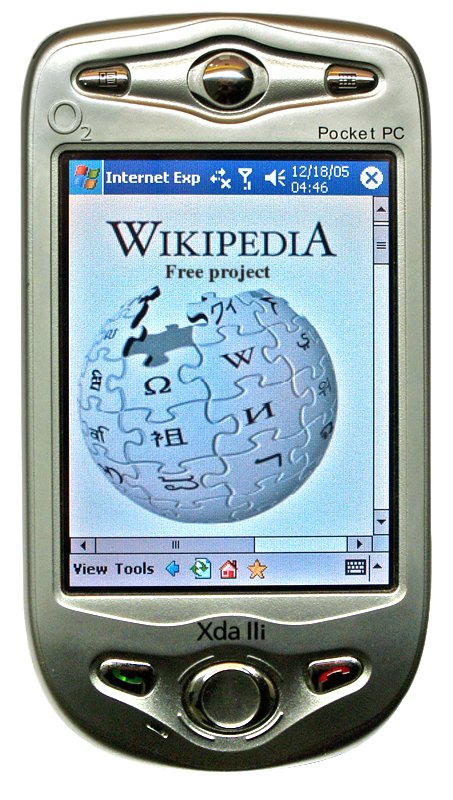
O2 Pocket PC з телефоном

Платформа Pocket PC відпочатку була створена для роботи з операційною системою Windows Mobile. Ці пристрої бувають як у вигляді окремих Pocket PC без функціональності мобільного телефону, так і комбіновані з можливістю мобільного зв'язку. Остання операційна система Windows Mobile, призначена для використання з Pocket PC, носить офіційну назву «Windows Mobile 6 Professional» для пристроїв з можливістю мобільного зв'язку, і «Windows Mobile 6 Classic» для пристроїв без здатності з'єднуватися як мобільний телефон.

### Смартфони

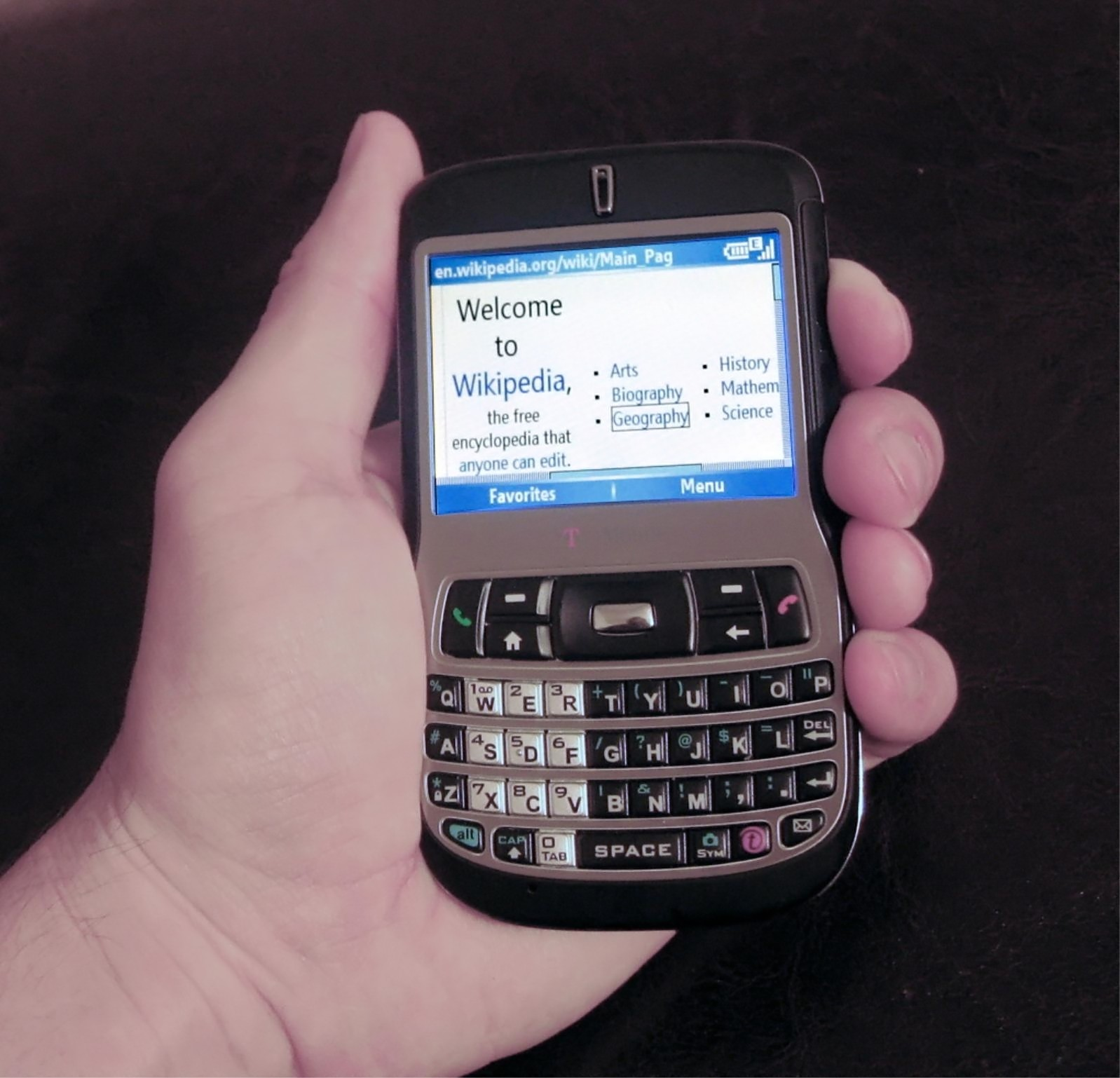
Смартфон T-Mobile Dash

Смартфони стали наступною платформою, на якій була запущена Windows Mobile після Pocket PC, це стало можливим з виходом Pocket PC 2002. Хоча, в широкому розумінні слова, і пристрої Pocket PC з телефоном, і майкрософтівські Smartphone попадають в одну категорію смартфонів, але слід зауважити, що сама корпорація розуміє під Smartphone пристрій дещо відмінний від Pocket PC. Ці Smartphone від Майкрософт були спроєктовані без чутливого екрану, націлені на ефективну роботу одною лише рукою, і як правило мають меншу роздільну здатність екрану. Майкрософт визначає Смартфон як пристрій для роботи водночас з даними і телефоном в більш інтегрованому варіанті. Поточна офіційна назва ОС для використання в смартфонах «Windows Mobile 6 Standard».

### Портативні медіа-центри
Портативні медіа-центри це були пристрої, націлені на інтеграцію майкрософтовських платформ Windows Media Center та Windows Media Player, щоб дозволити споживачам носити з собою колекцію своїх медіа-файлів. Portable Media Center був офіційно оголошений 2004 і працював під модифікованою версією Windows Mobile. Ці пристрої стали попередниками Microsoft Zune, і у 2006 Майкрософт зупинив цей проєкт, надавши перевагу новішим.

### Автомобілі
«Windows Mobile for Automotive» це назва операційної системи, що полегшує багато функцій в автомобілі, включаючи комунікації, розваги і інформаційну систему. Windows Mobile для роботи в автомобілі це нова платформа Майкрософт, вона була представлена корпорацією в лютому 2006 на Geneva International Motor Show. Windows Mobile for Automotive випускається в двох різних версіях. Базова версія включає з'єднання Bluetooth і інтерфейс USB для відтворення музики. Стандартна версія додає до перелічених можливостей ще вбудовані GPS, GSM телефон і функції безпеки. Специфікація устаткування для Windows Mobile for Automotive включає процесор ARM 300 MHz 32 MB RAM, і мікрофон.

## Версії

### Pocket PC 2000 (Windows CE 3.0 Pocket PC Edition)
Pocket PC 2000 (перший Windows Mobile), кодове ім'я Rapier, випущена 19 квітня 2000, заснована на Windows CE 3.0. Це був дебют, згодом назвали операційну систему Windows Mobile, також вона покликана бути спадкоємцем операційної системи Palm-Size ПК. Зворотна сумісність збережена з застосунками Palm-Size PC. Pocket PC 2000 призначений в основному для КПК, проте кількома пристроями Palm-Size PC мав можливість оновлюється. Крім того, декілька для Pocket PC 2000 телефонів були випущені, однак Microsoft Smartphone ще не був створений. Єдина підтримка 240 х 320 (QVGA). Підтримка знімних карт пам'яті, які були створені CompactFlash і MultiMediaCard. У цей час Pocket PC пристроями не була визначена з конкретною архітектурою процесора. В результаті, Pocket PC 2000 був випущений на декількох архітектур процесорів; SH-3, MIPS і ARM.
Спочатку Pocket PC була схожа на Windows 98, Windows Me і Windows 2000 операційні системи.
Особливості / вбудовані застосунки для Pocket PC 2000, включали наступне:
- Pocket Office
- Pocket Word
- Pocket Excel
- Pocket Outlook
- Pocket Internet Explorer
- Windows Media Player
- Microsoft Reader
- Microsoft Money
- Нотатки записку із застосуванням
- Підтримка розпізнавання символів
- Інфрачервоний (ІЧ) порт

### Pocket PC 2002
Pocket PC 2002 (кодове ім'я Merlin), заснована на Windows CE 3.0, це перший випуск під назвою Pocket PC. Націлена на безклавіатурного Pocket PC пристрою з роздільною здатністю QVGA (320 × 240). Вперше з'являється підтримка пристроїв без сенсорного екрану, що народжує появу перших пристроїв типу «Смартфон» на Windows Mobile.

### Windows Mobile 2003 (Pocket PC 2003)
Друга версія (кодове ім'я Ozone), заснована на Windows CE 4.20, була випущена 23 червня 2003 і йшла в трьох редакціях. Перші два з них досить схожі: Pocket PC 2003 for Pocket PC та Pocket PC 2003 Phone Edition.
Дана версія працює значно швидше за попередні.
Третя редакція мала назву Pocket PC 2003 for Smartphone. По суті, це дещо інша (на відміну від Pocket PC) платформа, що вимагає спеціальної доробки застосунків під неї. Найістотніші відмінності в тому, що екран пристрою нечутливий до натиснення, дозвіл екрану менше, клавіатура — стандартна для мобільних телефонів.

### Windows Mobile 2003 SE (Pocket PC 2003 Second Edition)
Pocket PC 2003 Second Edition чи Pocket PC 2003SE випущена 24 березня 2004 і вперше запропонована на пристрої Dell Axim x30.
Список відмінностей від попередніх версій включає:
- Можливість зміни орієнтації екрану з вертикальної на горизонтальну.
- Крім роздільної здатності QVGA (320 × 240) також підтримується VGA (640 × 480) і квадратні (240 × 240 і 480 × 480), які добре підходять для пристроїв, що мають вбудовану клавіатуру.
- Підтримка протоколу WPA (Wi-Fi Protected Access)

Windows Mobile 2003SE заснована на Windows CE 4.21.

### Windows Mobile 5.0
Windows Mobile 5.0 (кодове ім'я Magneto) — випущена 9 травня 2005. Заснована на Windows CE 5.0 і використовує .NET Compact Framework 1.0 SP2.
Нові можливості
- Нова версія Office — Office Mobile, в яку включено PowerPoint Mobile. Нова версія Office Mobile підтримує оригінальні документи Microsoft Office та не потребує їх попередньої конвертації.
- Windows Media Player 10 Mobile
- Photo Caller ID
- Покращена підтримка Bluetooth
- Підтримка клавіатури QWERTY включена за умовчанням
- ActiveSync 4.0
- С AKU 3.2 підтримка. NET Compact Framework 2.0.
- Інтерфейс роботи з GPS
- Підтримка Persistent Storage («постійного сховища»), в якому зберігаються всі дані, копіюючи в міру необхідності в ОЗУ. Зазвичай Persistent Storage реалізовано у вигляді флеш-пам'яті.

Windows Mobile 5.0 була вперше представлена на конференції Mobile and Embedded Developers Conference 2005 в Лас-Вегасі 9-12 травня 2005.

### Windows Mobile 6
Заснована на Windows CE 5.2. Представлена на виставці 3GSM. Вже вийшла, доступна в трьох редакціях:
- Windows Mobile 6 Classic — для КПК
- Windows Mobile 6 Professional — для комунікаторів
- Windows Mobile 6 Standard — для смартфонів

Численні нововведення Outlook Mobile пов'язані з необхідністю інтеграції з новою версією MS Exchange. Новий зовнішній вигляд і звуковий супровід — результат швидкої появи Windows Vista на прилавках. Інтеграція з Windows Live і новим застосунком Live Messenger Mobile — також передбачений крок. Вбудована підтримка VoIP — відповідь на дії конкурентів, в чиїх продуктах така вбудована підтримка вже є, відповідь на поточні реалії ринку, на якому підтримка VoIP затребувана. Інтеграція функції Smart Dial 2.0 в Pocket РС — ще один вагомий крок на шляху неминучого злиття двох гілок Windows Mobile. Природно, WM Crossbow вбирає в себе всі зміни оновлень AKU для Windows Mobile 5.0.
Вимоги до ресурсів системи не змінилися — це 32 Мб Flash ROM, обсяг оперативної пам'яті — 32 Мб. Найтиповішим для пристроїв залишиться обсяг 64 Мб ROM і 64 Мб RAM, при цьому обсяг ROM може доходити до декількох гігабайт залежно від моделі. До продуктивності процесора вимоги у операційної системи старі, тобто вона прийнятно працюватиме і на частоті 200 Мгц. По перших відчуттях від роботи з системою, на око зросла продуктивність, все завантажується і працює швидше. Це відзначають майже всі, хто знайомився з інтерфейсом системи. Процес оптимізації швидкості роботи системи почався ще в AKU 3.0, де було зменшено час завантаження системи після м'якого перезавантаження.
Операційна система базується на старому ядрі Windows Compact Edition (WinCE) п'ятої версії. Відмінності ядра п'ятої версії від попередньої — поява підтримки Direct3D Mobile (спочатку оптимізовано під Wireless MMX, технологію, підтримувану процесорами Intel XScale останнього покоління), Windows Error Reporting, можливість роботи як USB-накопичувач без драйверів (не у всіх кінцевих пристроях Windows Mobile ця функція реалізується виробниками), покращена підтримка Bluetooth і Wi-Fi, багато інших змін. Завдяки відносно старому ядру, мінімальним змінам в інтерфейсі проблем з сумісністю з існуючими програмами не виникає.

### Windows Mobile 6.5
- Реліз відбувся 1 жовтня 2009 року.
- Альтернативне назва пристроїв під управлінням Windows Mobile 6.5 — Windows Phone.
- Випуск цієї версії неодноразово відкладався. Першим пристроєм мало стати Sony Ericsson XPERIA X1.
- Являє собою вдосконалену версію Windows Mobile 6.1 з низкою нових можливостей і оновленим інтерфейсом спрямованим на користування пристроєм за допомогою пальців.
- новий екран очікування, з швидким доступом до основних функцій пристрою.
- оновлений зовнішній вигляд меню.
- нова версія мобільного браузера Internet Explorer Mobile 6.
- Window mobile price in Pakistan[7]

### Windows Mobile 6.5.3
Особливостями від Windows Mobile 6.5 є:
- Кнопка Пуск, збільшена і зміщена в нижній бар;
- Збільшений нижній бар і зменшений верхній;
- Нові види меню стандартних програм.

## Послідовники

### Windows Phone
Windows Phone (попередня назва — Windows Phone 7 Series, кодова назва «Photon») — операційна система, розроблена Microsoft, заснована на Windows Embedded CE 6.0 ;Windows NT. Планується до випуску в 2010 році. Спочатку вона була призначена до випуску в 2009 році, але через деякі затримки Microsoft випустила версію 6.5 як тимчасову версію між 6 і 7.
На Mobile World Congress у Барселоні, Microsoft розповів подробиці про Windows Phone, яка оснащена інтеграцією з Xbox Live і Zune. Інтерфейс «Metro» повністю переглянутий і візуально схожий на інтерфейс Zune HD. Microsoft заявили, що вони вимагають «жорсткі, але справедливі» апаратні вимоги до виробників, з Windows Phone, для функціональності потрібні три кнопки (Кнопка «Назад», кнопка «Пуск» і кнопка Пошук) і FM-радіо можливості. Microsoft переробила home screen, використовуються «плитки», які прокручуються по вертикалі і можуть бути налаштовані як швидкий запуск, посилання на контакти або управління, містяться віджети. Операційна система плануються до випуску під час 2010 року. Windows Phone буде мати більш дружній призначений для користувача інтерфейс з технологією Multi-Touch. Буде інтегрований стиль інтерфейсу Zune, Xbox Live і програми соціальних мереж.

### Microsoft KIN
KIN (кодова назва Pink) — лінійка мобільних телефонів, сфокусованих на взаємодії із соціальними мережами та спроєктованих компаніями Microsoft і Verizon. При його створенні можуть бути використані технології Zune і Danger. Компанії також планують запустити онлайн-магазин з вебдодатками, який буде доступний з цього телефону.

## Розробка програмного забезпечення
Треті фірми мають можливість створювати застосування для Windows Mobile, для цього є кілька шляхів. Можна писати рідний код на Visual C++, писати керований код, що робить з .NET Compact Framework, або ж створювати серверні застосування, які потім запускати через Internet Explorer Mobile на пристроях користувачів.
Майкрософт звичайно випускає інструментарій розробника (Software development kit, SDK) для Windows Mobile, що робить спільно з середовищем розробки Visual Studio. Цей інструментаоій включає зображення емулятора пристроя для тестування і відладки софта.

## Виноски
1. 1 2 3  Jane McEntegart (15 лютого 2010). Windows Mobile is Dead; Meet Windows Phone. Tom's Guide US (www.tomsguide.com/us/). BestofMedia, LLC. Архів оригіналу за 26 червня 2013. Процитовано 19 лютого 2012.(англ.)
2. ↑  Життєвий цикл підтримки Microsoft. Windows Mobile 6.5 Professional, Windows Mobile 6.5 Standard. support.microsoft.com. Microsoft Corporation. 30 січня 2012. Архів оригіналу за 26 червня 2013. Процитовано 19 лютого 2012.
3. ↑  Personalize your phone and PC with ringtones, emoticons, and wallpapers. www.microsoft.com. Microsoft Corporation. 2012. Архів оригіналу за 26 червня 2013. Процитовано 19 лютого 2012. ...There's also an area on Windows Phone Marketplace for older Windows Mobile phones (like Windows Mobile 6.5 or Windows Mobile 6)...(англ.)
4. ↑  Mary Jo Foley (25 лютогот 2010). Microsoft shares more details on Windows Phone Starter Edition. ZDNet (www.zdnet.com). CBS Interactive, Inc. Архів оригіналу за 26 червня 2013. Процитовано 19 лютого 2012.(англ.)
5. ↑  David Flynn (1 березня 2010). Microsoft: “No Windows Phone upgrade for Windows Mobile 6.x devices”. Australian Personal Computer Magazine (apcmag.com). ninemsn Pty Ltd. Архів оригіналу за 26 червня 2013. Процитовано 19 лютого 2012.(англ.)
6. ↑  Frequently Asked Questions. Enterprise Handheld Devices | Windows Embedded Handheld 6.5. microsoft.com. Microsoft Corporation. 2012. Архів оригіналу за 26 червня 2013. Процитовано 19 лютого 2012.(англ.)
7. ↑  Nokia Mobile Price in Pakistan. youmobile.com.pk (амер.). Архів оригіналу за 10 жовтня 2018. Процитовано 26 листопада 2018. [Архівовано 2018-10-10 у Wayback Machine.]
8. ↑  Ina Fried (23 вересня 2009). Microsoft's 'Pink' emerges from Danger's shadow. CNET News. CBS Interactive, Inc. Архів оригіналу за 26 червня 2013. Процитовано 19 лютого 2012.(англ.)